# 5747 (ano hebraico)
5747 (hebraico: ה'תשמ"ז) foi um ano hebraico correspondente ao período após o pôr do sol de 3 de outubro de 1986 até ao pôr do sol de 23 de setembro de 1987 do calendário gregoriano.
| Mês judaico | Calendário gregoriano                                                                 |
| ----------- | ------------------------------------------------------------------------------------- |
| Tishrei     | após o pôr do sol de 3 de outubro de 1986 até ao pôr do sol de 2 de novembro de 1986  |
| Cheshvan    | após o pôr do sol de 2 de novembro de 1986 até ao pôr do sol de 2 de dezembro de 1986 |
| Kislev      | após o pôr do sol de 2 de dezembro de 1986 até ao pôr do sol de 1º de janeiro de 1987 |
| Tevet       | após o pôr do sol de 1º de janeiro de 1987 até ao pôr do sol de 30 de janeiro de 1987 |
| Shevat      | após o pôr do sol de 30 de janeiro de 1987 até ao pôr do sol de 1º de março de 1987   |
| Adar        | após o pôr do sol de 1º de março de 1987 até ao pôr do sol de 30 de março de 1987     |
| Nissan      | após o pôr do sol de 30 de março de 1987 até ao pôr do sol de 29 de abril de 1987     |
| Iyyar       | após o pôr do sol de 29 de abril de 1987 até ao pôr do sol de 28 de maio de 1987      |
| Sivan       | após o pôr do sol de 28 de maio de 1987 até ao pôr do sol de 27 de junho de 1987      |
| Tammuz      | após o pôr do sol de 27 de junho de 1987 até ao pôr do sol de 26 de julho de 1987     |
| Av          | após o pôr do sol de 26 de julho de 1987 até ao pôr do sol de 25 de agosto de 1987    |
| Elul        | após o pôr do sol de 25 de agosto de 1987 até ao pôr do sol de 23 de setembro de 1987 |

## Dados sobre 5747
- Ano comum completo (shelemah): 355 dias
- Cheshvan e Kislev com 30 dias
- Ciclo solar: 7º ano do 206º ciclo
- Ciclo lunar: 9º ano do 303º ciclo
- Ciclo Shmita: Ano de Shmita

## Fatos históricos
- 1917º ano da destruição do Segundo Templo
- 39º ano do estabelecimento do Estado de Israel
- 20º ano da libertação de Jerusalém